# تآزر

التآزُر هو مصطلح يستخدم للإشارة إلى حصول تأثير أكبر عند تعاضد عاملين مختلفين قياساً بتأثير كل عامل منهم على حدة، ويتميز هذا التأثير بكونه أكبر من حاصل مجموع العاملين إذا ما أخذ كل منهم على حدة، ولشرح هذه العلاقة يمكن كتاب المعادلة بالشكل التالي.
س=2
ص=3
ع= س وص معاً = 7
أي أنها أكبر من حاصل جمع قيمة كل من س+ص على حدة
والبالتالي فالتآزر لعاملين يعطي تأثيراً أكبر من حاصل جمع تأثيري العاملين إذا ما أخذا كلاً على حدة